# Dimitrov (Ararat)
Pour les articles homonymes, voir Dimitrov.
Dimitrov (en arménien Դիմիտրով ; jusqu'en 1949 Ghuylasar Nerkin) est une communauté rurale du marz d'Ararat en Arménie. En 2008, elle compte 1 179 habitants.

## Population
Une partie significative de la population de Dimitrov est assyro-chaldéenne, une des quelques minorités ethniques du pays.